# Cohiba
Cohiba è una marca di sigari cubani prodotta dalla Habanos, è stata la prima nata sotto il Governo di Fidel Castro. È considerata da Habanos, la società che produce e distribuisce i sigari cubani, come la marca di punta di tutta la produzione, sebbene questo titolo non sia effettivamente riconosciuto dagli appassionati.

## Storia
Cohiba, il cui nome risale alla antica denominazione data dagli indiani Taíno alla piante di tabacco, inizia la commercializzazione di sigari nel 1967 ma la sua produzione, situata nella fabbrica El Laguito sita alla periferia dell'Avana, è scarsa perché produce sigari destinati, per volere di Fidel Castro, a essere regalati a capi di Stato e diplomatici stranieri. La vera svolta avviene nel 1982 quando la marca viene lanciata nel mercato spagnolo.
I tabacchi utilizzati sono invecchiati in media un anno in più degli altri. Ciò influisce sul prezzo visto che a parità di vitola, ovvero di tipo di sigaro, costano nettamente più di altri sigari di marche pregiate. A causa della sua fama, questa marca è tra le più contraffatte in assoluto, e non è raro trovare scatole false di Robustos o Esplendidos in vendita a Cuba.
Habanos SA ha utilizzato il nome del marchio Cohiba per prodotti non da sigaro, producendo sigarette Cohiba dal 1987 e Cognac Extra Cohiba dal 1999. Storicamente, i Cohiba cubani sono conosciuti per utilizzare alcuni dei migliori tabacchi per sigari disponibili a Cuba. Nel 1992, solo 10 campi selezionati con cura, per un totale di circa 700 acri, venivano utilizzati per la produzione del marchio Cohiba.

## Prodotti

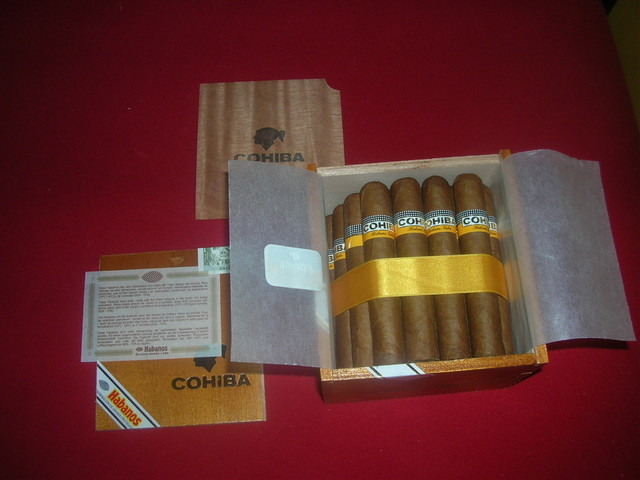
Confezione di Cohiba Robusto

Col passare del tempo, la produzione di Cohiba è nettamente aumentata tanto che oggi esistono ben 11 tipi di sigari in commercio (oltre alle numerose edizioni limitate), i quali sono:
- Behike (vitola ?-lunghezza 20 pollici);
- Esplendido (vitola Julieta n.2 – lunghezza 178 mm, diametro 18,65 mm);
- Lanceros (vitola Laguito n.1 – lunghezza 192 mm, diametro 15,08 mm);
- Coronas Especiales (vitola Laguito n.2 – lunghezza 152 mm, diametro 15,08 mm);
- Robusto (vitola Robusto – lunghezza 124 mm, diametro 19,84 mm);
- Exquisito (vitola Seoane – lunghezza 126 mm, diametro 13,10 mm);
- Siglo I (vitola Perla – lunghezza 102 mm, diametro 15,87 mm);
- Siglo II (vitola Mareva – lunghezza 129 mm, diametro 16,67 mm);
- Siglo III (vitola Corona Grande – lunghezza 155 mm, diametro 16,67 mm);
- Siglo IV (vitola Corona Gorda – lunghezza 143 mm, diametro 18,26 mm);
- Siglo V (vitola Dalia – lunghezza 170 mm, diametro 17,07 mm);
- Siglo VI (vitola Canonazo – lunghezza 150 mm, diametro 20,64 mm).